# ضعیف و شرور
ضعیف و شرور (انگلیسی: The Weak and the Wicked)  یک فیلم درام انگلیسی محصول سال ۱۹۵۴ میلادی به کارگردانی جی. لی تامپسون با بازی گلینیس جونز و دایانا دورس است.